# Anna Mokroussowa
Anna Mokroussowa (ukrainisch Анна Мокроусова; geboren am 29. April 1981 in Luhansk) ist eine ukrainische Menschenrechtsaktivistin, Psychologin und Mitbegründerin von Blue Bird, einer Organisation, die entführte oder verschwundene Menschen in der Ostukraine aufspürt und deren Familien psychologisch, rechtlich und humanitär unterstützt.

## Leben und Wirken
Anna Mokroussowa arbeitete 2014 während des Euromaidan, als Psychologin für den Psychologischen Dienst des Maidan. Im Mai 2014 wurde sie von Militanten in Luhansk entführt und überlebte. Kurze Zeit nach ihrer Freilassung erhielt sie hunderte Anfragen von Freunden und Bekannten zu verschwundenen Personen. Seitdem unterstützt Anna Mokroussowa Menschen in ähnlichen Situationen: „Die Erfahrung, entführt worden zu sein, hat mir geholfen zu verstehen, was Menschen durchmachen und welche Art von Hilfe sie brauchen.“
Nach ihrer Freilassung zog sie nach Kiew und gründete die Organisation Blue Bird. Aufgrund ihrer eigenen Erlebnisse wusste sie mit welchen Problemen Menschen nach der Gefangenschaft konfrontiert sind und wie wichtig es ist, Unterstützung von der Gemeinschaft zu erhalten. Die Organisation hofft, dass durch diese Arbeit Menschen, den Glauben an die ukrainische Gesellschaft nicht verlieren und sie die psychologischen Folgen traumatischer Ereignisse überwinden und wieder Vertrauen in die Menschen und sich selbst fassen.
Die von Mokroussowa begründete Organisation Blue Bird setzt sich dafür ein, Informationen über entführte oder verschwundene Zivilisten in der Ostukraine aufzuspüren und ihren Familien psychologische, rechtliche und humanitäre Hilfe anzubieten. Auf einer Veranstaltung zum Internationalen Tag der Menschenrechte 2017 erklärt Mokroussowa, dass es für Menschen, die die Gefangenschaft überlebt haben, keine staatliche Unterstützung gibt und alle Programme zur psychologischen Unterstützung und sozialen Rehabilitation von Nichtregierungsorganisationen und Freiwilligen geleistet werden.

### Hintergründe
Im November 2013, als die pro-europäischen Proteste, die als Euromaidan bekannt wurden, in der Ukraine begannen, eskalierten die Spannungen in Donezk und Luhansk. Von Russland unterstützte Separatisten stießen mit pro-ukrainischen Gruppen zusammen und während der Kämpfe wurden viele Menschen entführt oder verschwanden. Die von Russland unterstützten Milizen waren verantwortlich für das Verschwinden zahlreicher Menschen, die Hälfte davon waren Zivilisten. Es gibt keine offiziellen Zahlen über die Anzahl der Menschen, die in diesem Zeitraum entführt wurden.